# Habitatge al carrer dels Ferrers, 60 (Vilafranca del Penedès)
L'edifici situat al carre Ferrers, 60 és una obra del municipi de Vilafranca del Penedès (Alt Penedès) inclosa en l'Inventari del Patrimoni Arquitectònic de Catalunya. L'edifici està situat en el carrer dels Ferrers, d'origen medieval, dins de l'antic recinte emmurallat, en una zona d'arquitectura heterogènia i de terciarització.

## Descripció
Edifici entre mitgeres d'una crugia, format per planta baixa, un pis i golfes. Té coberta de teula àrab, amb una interessant barbacana decorada amb ceràmica. La porta d'accés, que ocupa la planta baixa totalment, és d'arc de mig punt. Un balcó s'obre a l'altura del primer pis, i a les golfes apareixen tres finestres. Les característiques formals de l'edifici el situen en el context estilístic de l'arquitectura modernista.